# Lampo viaggiatore
Lampo viaggiatore è il diciassettesimo album musicale del cantautore italiano Ivano Fossati, uscito il 7 febbraio 2003.

## Descrizione
Questo album segna il ritorno di Fossati ad una forma di canzone più diretta e, seppure ancora in certo modo elaborata, meno sofisticata rispetto a quelle contenute nei precedenti lavori Not One Word e La disciplina della Terra.
I brani più rappresentativi, che verranno in seguito spesso eseguiti nei concerti dell'artista, sono Pane e coraggio, che riprende il tema caro a Fossati dello "straniero"; C'è tempo, un brano classico scritto alla Fossati; La bottega di filosofia, il pezzo che nelle radio ha preceduto l'uscita dell'album e Il bacio sulla bocca, definita sorridendo dall'autore come: "La mia sola canzone d'amore che finisce bene".
Nel disco sono inoltre presenti due brani precedentemente scritti per altri interpreti: Io sono un uomo libero, scritta per Adriano Celentano, e La bellezza stravagante, una canzone composta  invece per Alice, che l'ha inserita nell'album Viaggio in Italia.
L'immagine utilizzata per la copertina dell'album è una locomotiva elettrica delle Ferrovie dello Stato Italiane, la E.428.096 di prima serie, non più in servizio. Le note fanno riferimento alla storia del cane Lampo di Campiglia Marittima.
In origine il disco avrebbe dovuto intitolarsi Lampo, ma non fu possibile chiamarlo così perché esisteva già un album con quel titolo pubblicato da Gianmaria Testa nel 1999.
Nell'edizione 2004 del Festival Visionaria, Francesco A. Di Maggio diede vita allo spettacolo Lampo viaggiatore, memoria ferroviaria per cane viaggiatore, uomini e macchine con musiche di Ivano Fossati, tenutosi presso il Teatro dei Rozzi a Siena.

## Tracce
Testi e musiche di Ivano Fossati.
1. La bottega di filosofia – 4:12
2. Pane e coraggio – 4:18
3. Lampo (sogno di un macchinista ferroviere) – 3:52
4. C'è tempo – 4:15
5. Contemporaneo – 5:40
6. Il bacio sulla bocca – 4:25
7. La bellezza stravagante – 4:27
8. Io sono un uomo libero[1] – 6:02
9. Ombre e luce (domenica al cinema) – 6:30
10. Cartolina – 3:22

## Formazione
- Ivano Fossati: voce, pianoforte, armonica, Fender Rhodes, fisarmonica e chitarra classica
- Luciano Biondini: fisarmonica
- Pietro Cantarelli: pianoforte, programmazione, Fender Rhodes, organo Hammond e tastiera
- Claudio Fossati: batteria e percussioni
- Paolo Costa: basso
- Lele Melotti: batteria
- Paolo Silvestri: pianoforte
- Rocco Zifarelli: chitarra elettrica, acustica e 12 corde
- Valentino Bianchi: sax tenore
- Gabriele Mirabassi: clarinetto
- Emanuela Cortesi, Paola Folli: cori
- Orchestra da camera I Virtuosi Italiani: archi e fiati

## Cover
Nel 2009 il brano C'è tempo è stato reinterpretato da Fiorella Mannoia nell'album Ho imparato a sognare.
Il 15 gennaio 2024 il brano Il bacio sulla bocca è stato cantato da Angelina Mango durante la puntata del talent show Amici di Maria De Filippi.